# Plazović
Le Plazović ou Kiđoš, en serbe cyrillique Плазовић/Киђош et en hongrois Kígyós est une rivière du sud de la Hongrie et du nord de la Serbie. Il coule entièrement dans la région de la Bačka.

## Géographie
Sa longueur est de 129 km, dont 92 km en Hongrie et 37 km en Serbie. Pendant sa course, il traverse huit fois la frontière entre les deux pays.
La rivière appartient au bassin de drainage de la Mer Noire ; elle n'est pas navigable.

## Hongrie
Le Kígyós (en hongrois : "le serpent") naît de deux ruisseaux qui prennent leur source en Hongrie.
Un de ces ruisseaux, la Bokodi-Kígyós-csatorna, provient lui-même de deux autres ruisseaux plus petits qui naissent à l'ouest de la ville de Baja. L'un prend sa source à Rém, l'autre à Borota. Ils se rencontrent à Felsőszentiván et continuent leur course en direction du sud, près de Bácsbokod et de Bácsborsód.
Le second ruisseau, la Mátételke-Kígyós-csatorna, prend sa source au nord de Tataháza. Il coule en direction du sud jusqu'à Mátételke. Il se dirige vers la frontière serbe mais bifurque à l'ouest avant de l'atteindre, coulant près de Katymár.
À l'est de Katymár, juste avant de traverser la frontière entre la Hongrie et la Serbie, les deux ruisseaux se rejoignent. À partir de là, la rivière est connue sous le nom de Plazović.

## Serbie
En Serbie, la rivière bifurque à l'ouest et traverse la municipalité de Sombor (dans la province autonome de Voïvodine). Elle passe près de Riđica et se divise une série de bras marécageux (Sekeš, Trska, Šupljina) entre les localités de Bácsszentgyörgy (en Hongrie) et de Rastina (en Serbie). À l'est de Bezdan, la rivière prend la direction du sud avant de se jeter dans le Grand Canal de la Bačka (Veliki Bački kanal/Велики бачки канал) près de Bački Monoštor.